# 耿化吾
耿化吾（1917年—1979年），河南杞县裴村店乡孟里寨村人。中华人民共和国政治人物。

## 生平
1942年春参加革命工作。1943年至1944年7月，先后任杞北第四分会财粮助理员、分会主任。1944年8月，任达生县抗日民主政府第五区区长。1945年8月，任克威县民主政府第五区区长。1947年9月，任克威县民主政府副县长。1948年3月，任中共陈留县委书记。1949年9月至1950年3月，任杞县县长。1950年4月至1954年6月，任尉氏县人民政府县长、县委书记。1954年6月至1955年4月，任中共郑州地委组织部副部长。1955年4月至1962年7月，任中共开封地委组织部部长、副书记（其间，1957年2月至1959年4月，兼任中共杞县县委第一书记）。1962年7月至1979年，任博爱农场、河南省焦作矿山机械厂党委书记等职。